# Campionatul Mondial de Snooker
Campionatul Mondial de Snooker este principalul turneu din circuitul profesionist atât ca premiile în bani cât și ca punctele obținute de participanți. Prima ediție a avut loc în 1927 iar din 1977 se ține la Teatrul Crucible din Sheffield, Anglia. Recordul de titluri de campion în epoca modernă îl dețin Stephen Hendry și Ronnie O'Sullivan, cu 7 victorii fiecare.

## Istorie
Prima ediție a avut loc în 1927 și Joe Davis a ajutat la organizarea acesteia. Meciurile s-au ținut în diferite locuri iar finala s-a disputat la Camkin's Hall, Birmingham. Joe Davis a câștigat învingându-l pe Tom Dennis cu scorul de 20-11 și a primit un premiu de 6 lire și 10 șilingi. Cel mai mare break al ediției, de 60 de puncte, a fost realizat de Albert Cope.
În anii următori, Joe Davis a rămas campion câștigând în fiecare an, până în 1940 inclusiv. În pofida creșterii interesului față de snooker, ediția din 1931 a avut doar doi participanți: Joe Davis și Tom Dennis. Joe Davis a câștigat meciul, chiar daca acesta a avut loc chiar într-un local deținut de adversarul său.
Turneul a fost suspendat din cauza celui de-al doilea război mondial și a revenit în 1946, câstigat de Joe Davis pentru a 15-a oara. După aceasta, nu a mai participat la Campionat și astfel a rămas singurul jucător neînvins din istoria Campionatului Mondial de Snooker.
Walter Donaldson a câștigat în 1947, dar Fred Davis (fratele mai mic al lui Joe Davis) a dominat următorii ani luând titlul în 1948 și 1949 și din 1951 până în 1956.
În 1952, ca rezultat al neînțelegerii dintre unii jucători și forul conducător de atunci (the Billiards Association and Control Council) s-au ținut două turnee. The World Matchplay, organizat de jucători și recunoscut de mulți ca fiind „adevăratul” campionat mondial, a continuat până în 1957. Turneul „oficial” (care a rezistat doar un an)  a atras doar doi participanți, Horace Lindrum (Australia) care l-a învins pe Clark McConachy din Noua Zeelandă.
Snookerul a intrat într-o perioadă de declin și niciun turneu nu a mai avut loc între 1958 și 1963. În 1964 a fost revigorat pe baza unui format nou ce a rezistat până în 1968. John Pulman a dominat în această perioadă, îngingându-și toți oponenții într-un total de 7 meciuri.
În 1969 s-a revenit la un turneu eliminatoriu precum înainte de 1957. John Spencer a câștigat în acel an dar Ray Reardon a dominat anii '70, câștigând de 6 ori între 1970 și 1978.
1976 a fost primul an când campionatele au fost sponsorizate de brandul de țigări Embassy. Anul următor, campionatul s-a mutat la Teatrul Crucible din Sheffield și BBC a început să transmită meciurile în direct. Capacitatea Teatrului Crucible nu depășește o mie de locuri însă cele din rândul din față sunt doar la câțiva metri de jucători. Acesta a fost momentul când snookerul a început să atragă foarte mulți telespectatori. Cei mai de succes jucători de la Crucible sunt Steve Davis, care a câștigat de 6 ori în anii '80 și Stephen Hendry, cu 7 finale câștigate în anii '90. În decada 2000-2010 turneul a fost mai deschis având șase campioni diferiți. În finala din 1985, Dennis Taylor l-a învins pe Steve Davis cu 18-17 la ultima bilă a jocului decisiv, într-unul din cele mai disputate meciuri din istorie.
În 2025, Zhao Xintong a devenit primul jucător asiatic care câștigă titlul de campion mondial.

## Recorduri și statistici
- Cel mai mare număr de victorii ale unui jucător este 15, obținute de Joe Davis. Asta s-a întâmplat într-o eră în care erau puțini jucători profesioniști și mai puține meciuri necesare pentru a câștiga.
- Primul break maxim al campionatului a fost realizat de Cliff Thorburn în 1983; Ronnie O'Sullivan (1997, 2003, 2008) și Stephen Hendry (1995, 2009,2012) sunt singurii care au obținut o astfel de performanță de mai multe ori;  Jimmy White (1992), Mark Williams (2005), Ali Carter (2008), John Higgins (2020), Neil Robertson (2022), Kyren Wilson și Mark Selby (ambii 2023) și Mark Allen (2025) sunt ceilalți jucători care au realizat un break maxim la o ediție a campionatului mondial. Selby este singurul care a făcut breakul maxim în finală.
- Breakul maxim din 1997 al lui O'Sullivan a fost cel mai rapid înregistrat vreodată la un turneu profesionist (5 minute și 8 secunde).
- Campionatul din 2008 este primul turneu de puncte care a produs două breakuri de 147 în rundele finale. Ronnie O'Sullivan și Ali Carter au împărțit premiul de £147.000.
- Fergal O'Brian este singurul care a adunat un break de peste 100 de puncte în primul său joc la Crucible (frame) în 1994.
- Cel mai lung joc (frame) a fost între Yan Bingtao și Mark Selby, în 2022, și a durat 85 de minute și 22 de secunde.
- Cel mai tânăr campion mondial a fost Stephen Hendry care a învins în finala din 1990 la vârsta de 21 de ani.
- La campionatul din 2009, Stephen Hendry a câștigat cel de al 1000-lea joc (frame) al său la Crucible, împotriva lui Ding Junhui.
- Au fost doar șase campioni din afara Regatului Unit: Horace Lindrum din Australia în 1952, Cliff Thorburn din Canada în 1980, Ken Doherty din Irlanda în 1997, Neil Robertson din Australia în 2010, Luca Brecel în 2023 și Zhao Xintong în 2025. Titlul lui Lindrum, de multe ori, nu este luat în considerare întrucât niciunul dintre cei mai buni jucători de atunci nu au luat parte.
- Printre campionii surpriză se numără Joe Johnson și Shaun Murphy care au câștigat în 1986 și respectiv 2005 cu șanse calculate de 1 la 150 fiecare, și Terry Gryffiths a cărui victorie a venit în a doua sa participare la un turneu profesionist
- Jimmy White a ajuns în finală de 6 ori dar nu a câștigat niciodată.
- Ken Doherty este singurul care a obținut titlul mondial atât la juniori și amatori cât și la profesioniști.
- Stephen Hendry deține recordul pentru cea mai lungă perioadă de „domnie” la Crucible. A câștigat cinci ani la rând și a pierdut în cea de-a șasea finală consecutivă.
- John Parrot și Shaun Murphy sunt singurii jucători care și-au învins adversarii la zero în etapele finale. Parrot l-a bătut pe Eddie Carlton cu 10-0 în prima rundă a campionatului din 1992, iar Muprhy a trecut tot cu 10-0 de Luo Honghao în 2019.
- De când turneul se ține la Crucible, singurii campioni care și-au apărat titlul cu succes sunt Steve Davis, Stephen Hendry, Ronnie O'Sullivan și Mark Selby.
- Belgianul Luca Brecel este primul campion din Europa continentală.
- Niciun campion nu și-a păstrat primul titlu obținut la Crucible. Acest fapt este cunoscut ca „blestemul Crucible”

## Palmares
| An                                | Participanți | Campion               | Finalist          | Scor  |
| --------------------------------- | ------------ | --------------------- | ----------------- | ----- |
| 1927                              | 10           | Joe Davis (1)         | Tom Dennis        | 20-11 |
| 1928                              | 07           | Joe Davis (2)         | Fred Lawrence     | 16-13 |
| 1929                              | 05           | Joe Davis (3)         | Tom Dennis        | 19-14 |
| 1930                              | 06           | Joe Davis (4)         | Tom Dennis        | 25-12 |
| 1931                              | 02           | Joe Davis (5)         | Tom Dennis        | 25-21 |
| 1932                              | 03           | Joe Davis (6)         | Clark McConachy   | 30-19 |
| 1933                              | 05           | Joe Davis (7)         | Willie Smith      | 25-18 |
| 1934                              | 02           | Joe Davis (8)         | Tom Newman        | 25-23 |
| 1935                              | 05           | Joe Davis (9)         | Willie Smith      | 25-20 |
| 1936                              | 12           | Joe Davis (10)        | Horace Lindrum    | 34-27 |
| 1937                              | 09           | Joe Davis (11)        | Horace Lindrum    | 32-29 |
| 1938                              | 08           | Joe Davis (12)        | Sidney Smith      | 37-24 |
| 1939                              | 12           | Joe Davis (13)        | Sidney Smith      | 43-30 |
| 1940                              | 08           | Joe Davis (14)        | Fred Davis        | 37-36 |
| între 1941-1945 nu s-a desfășurat |              |                       |                   |       |
| 1946                              | 08           | Joe Davis (15)        | Horace Lindrum    | 78-67 |
| 1947                              | 08           | Walter Donaldson (1)  | Fred Davis        | 82-63 |
| 1948                              | 08           | Fred Davis (1)        | Walter Donaldson  | 81-64 |
| 1949                              | 08           | Fred Davis (2)        | Walter Donaldson  | 80-65 |
| 1950                              | 08           | Walter Donaldson (2)  | Fred Davis        | 51-46 |
| 1951                              | 08           | Fred Davis (3)        | Walter Donaldson  | 58-39 |
| 1952 (martie)                     | 02           | Horace Lindrum (1)    | Clark McConachy   | 94-49 |
| 1952 (noiembrie)                  | 07           | Fred Davis (4)        | Walter Donaldson  | 38-35 |
| 1953                              | 08           | Fred Davis (5)        | Walter Donaldson  | 37-34 |
| 1954                              | 05           | Fred Davis (6)        | Walter Donaldson  | 39-21 |
| 1955                              | 06           | Fred Davis (7)        | John Pulman       | 37-34 |
| 1956                              | 04           | Fred Davis (8)        | John Pulman       | 38-35 |
| 1957                              | 04           | John Pulman (1)       | Jackie Rea        | 39-34 |
| între 1958-1963 nu s-a disputat   |              |                       |                   |       |
| 1964 (aprilie)                    | 02           | John Pulman (2)       | Fred Davis        | 19-16 |
| 1964 (octombrie)                  | 02           | John Pulman (3)       | Rex Williams      | 40-33 |
| 1965 (martie)                     | 02           | John Pulman (4)       | Fred Davis        | 37-36 |
| 1965 (septembrie-decembrie)       | 02           | John Pulman (5)       | Rex Williams      | 25-22 |
| 1965 (decembrie)                  | 02           | John Pulman (6)       | Fred Van Rensburg | 39-12 |
| 1966                              | 02           | John Pulman (7)       | Fred Davis        | 5-2   |
| 1968                              | 02           | John Pulman (8)       | Eddie Charlton    | 39-34 |
| 1969                              | 08           | John Spencer (1)      | Gary Owen         | 37-24 |
| 1970                              | 09           | Ray Reardon (1)       | John Pulman       | 37-33 |
| 1971                              | 09           | John Spencer (2)      | Warren Simpson    | 37-29 |
| 1972                              | 10           | Alex Higgins (1)      | John Spencer      | 37-32 |
| 1973                              | 24           | Ray Reardon (2)       | Eddie Charlton    | 38-32 |
| 1974                              | 24           | Ray Reardon (3)       | Graham Miles      | 22-12 |
| 1975                              | 24           | Ray Reardon (4)       | Eddie Charlton    | 31-30 |
| 1976                              | 16           | Ray Reardon (5)       | Alex Higgins      | 27-16 |
| 1977                              | 16           | John Spencer (3)      | Cliff Thorburn    | 25-21 |
| 1978                              | 16           | Ray Reardon (6)       | Perrie Mans       | 25-18 |
| 1979                              | 16           | Terry Griffiths (1)   | Dennis Taylor     | 24-16 |
| 1980                              | 24           | Cliff Thorburn (1)    | Alex Higgins      | 18-16 |
| 1981                              | 24           | Steve Davis (1)       | Doug Mountjoy     | 18-12 |
| 1982                              | 32           | Alex Higgins (2)      | Ray Reardon       | 18-15 |
| 1983                              | 32           | Steve Davis (2)       | Cliff Thorburn    | 18-16 |
| 1984                              | 32           | Steve Davis (3)       | Jimmy White       | 18-16 |
| 1985                              | 32           | Dennis Taylor (1)     | Steve Davis       | 18-17 |
| 1986                              | 32           | Joe Johnson (1)       | Steve Davis       | 18-12 |
| 1987                              | 32           | Steve Davis (4)       | Joe Johnson       | 18-14 |
| 1988                              | 32           | Steve Davis (5)       | Terry Griffiths   | 18-11 |
| 1989                              | 32           | Steve Davis (6)       | John Parrott      | 18-3  |
| 1990                              | 32           | Stephen Hendry (1)    | Jimmy White       | 18-12 |
| 1991                              | 32           | John Parrott (1)      | Jimmy White       | 18-11 |
| 1992                              | 32           | Stephen Hendry (2)    | Jimmy White       | 18-14 |
| 1993                              | 32           | Stephen Hendry (3)    | Jimmy White       | 18-5  |
| 1994                              | 32           | Stephen Hendry (4)    | Jimmy White       | 18-17 |
| 1995                              | 32           | Stephen Hendry (5)    | Nigel Bond        | 18-9  |
| 1996                              | 32           | Stephen Hendry (6)    | Peter Ebdon       | 18-12 |
| 1997                              | 32           | Ken Doherty (1)       | Stephen Hendry    | 18-12 |
| 1998                              | 32           | John Higgins (1)      | Ken Doherty       | 18-12 |
| 1999                              | 32           | Stephen Hendry (7)    | Mark Williams     | 18-11 |
| 2000                              | 32           | Mark Williams (1)     | Matthew Stevens   | 18-16 |
| 2001                              | 32           | Ronnie O'Sullivan (1) | John Higgins      | 18-14 |
| 2002                              | 32           | Peter Ebdon (1)       | Stephen Hendry    | 18-17 |
| 2003                              | 32           | Mark Williams (2)     | Ken Doherty       | 18-16 |
| 2004                              | 32           | Ronnie O'Sullivan (2) | Graeme Dott       | 18-8  |
| 2005                              | 32           | Shaun Murphy (1)      | Matthew Stevens   | 18-16 |
| 2006                              | 32           | Graeme Dott (1)       | Peter Ebdon       | 18-14 |
| 2007                              | 32           | John Higgins (2)      | Mark Selby        | 18-13 |
| 2008                              | 32           | Ronnie O'Sullivan (3) | Ali Carter        | 18-8  |
| 2009                              | 32           | John Higgins (3)      | Shaun Murphy      | 18-9  |
| 2010                              | 32           | Neil Robertson (1)    | Graeme Dott       | 18-13 |
| 2011                              | 32           | John Higgins (4)      | Judd Trump        | 18-15 |
| 2012                              | 32           | Ronnie O'Sullivan (4) | Ali Carter        | 18-11 |
| 2013                              | 32           | Ronnie O'Sullivan (5) | Barry Hawkins     | 18-12 |
| 2014                              | 32           | Mark Selby (1)        | Ronnie O'Sullivan | 18-14 |
| 2015                              | 32           | Stuart Bingham (1)    | Shaun Murphy      | 18-15 |
| 2016                              | 32           | Mark Selby (2)        | Ding Junhui       | 18-14 |
| 2017                              | 32           | Mark Selby (3)        | John Higgins      | 18-15 |
| 2018                              | 32           | Mark Williams (3)     | John Higgins      | 18-16 |
| 2019                              | 32           | Judd Trump (1)        | John Higgins      | 18-9  |
| 2020                              | 32           | Ronnie O'Sullivan (6) | Kyren Wilson      | 18-8  |
| 2021                              | 32           | Mark Selby (4)        | Shaun Murphy      | 18-15 |
| 2022                              | 32           | Ronnie O'Sullivan (7) | Judd Trump        | 18-13 |
| 2023                              | 32           | Luca Brecel (1)       | Mark Selby        | 18-15 |
| 2024                              | 32           | Kyren Wilson (1)      | Jak Jones         | 18-14 |
| 2025                              | 32           | Zhao Xintong (1)      | Mark Williams     | 18-12 |

- Între paranteze, numărul de trofee.